# كنيسة الحكمة الإلهية
كنيسة الحكمة الإلهية المسماة سابقاً كنيسة القلب الأقدس هي كنيسة في منطقة الشماسية (1) في مقاطعة راغبة خاتون في قضاء الأعظمية، شمال بغداد، اشترى أرضها آباء يسوعيون، وبدؤوا بناءها سنة 1929 حتى اكتمل سنة 1932، صمّمها وبناها المعماري الإنكليزي جي ام ولسون (J.M. Wilson) الذي صار مديراً للأشغال سنة 1921م، كانت مدرسة كلية بغداد مُلحقة بالكنيسة وفي سبعينات القرن العشرين، أُمّمت المدرسة (2) فأصبحت مدرسة حكومية، ذكر ديوان أوقاف الديانات المسيحية والأيزيدية والصابئة المندائية أن مساحة الكنيسة 37 دونماً عراقياً، ما يقارب (100000م2). وذكر موقع الأقباط اليوم أن الكنيسة أُغلقت في سبعينات القرن العشرين.[بحاجة لمصدر أفضل]

## الموقع والملكية
نقل موقع موازين نيوز عن البطرياركية الكلدانية صورةً لسند الطابو ذُكر فيه أن الكنيسة ملك صرف لبطريركية الكلدان الكاثوليك، وأن الكنيسة في القطعة 47/2 في مقاطعة راغبة خاتون رقم 22، وأن جنس العقار «كنيسة مفرزة منها مقبرة».

## الهوامش
- «1»: تقريبا حتى منتصف السبعينات كانت المنطقة التي فيها الكنيسة تُسمى منطقة الصليخ، ثم صارت تُسمى الشمّاسية.
- «2»: صدر أمر حكومي رقم 43693 لتأميم المدارس الأهلية العراقية، بناءً على قرار مجلس قيادة الثورة المؤرخ 9 أيار سنة 1974م.